# Sergio Amidei
Sergio Amidei (* 30. Oktober 1904 in Triest; † 14. April 1981 in Rom) war ein italienischer Drehbuchautor.

## Leben
Amidei arbeitete bereits als junger Mann in verschiedenen Assistentenfunktion in der Filmbranche, der erste Film nach seinem Drehbuch wurde 1938 erstellt. Nach zunächst eher belanglosen Melodramen wurde er ab dem Jahr 1944, als er das Drehbuch zu Rom, offene Stadt schrieb, zu einem der führenden Vertreter des filmischen Neorealismus. Nach dessen kurzer Blüte folgten über Jahre hinweg wieder weniger bedeutsame Arbeiten, bevor Amidei seine Karriere mit den Drehbüchern zu Die schönste Soirée meines Lebens (1972) und Flucht nach Varennes (1982) abschloss und damit zu den Erfolgen der unmittelbaren Nachkriegszeit zurückkehrte.

## Filmografie (Auswahl)
- 1942: Eifersucht (Gelosia)
- 1943: Knock-Out (Harlem)
- 1945: Rom, offene Stadt (Roma, città aperta)
- 1946: Paisà
- 1946: Schuhputzer (Sciuscià)
- 1948: Unter der Sonne von Rom (Sotto il sole di Roma)
- 1948: Die Maschine, die die Bösen tötet (La macchina ammazzacattivi)
- 1948: Kritische Jahre (Anni difficili)
- 1950: Ein Sonntag im August (Domenica d‘agosto)
- 1950: Stromboli (Stromboli, terra di dio)
- 1952: Die Mädchen vom Spanischen Platz (Le ragazze di Piazza di Spagna)
- 1954: Liebe, Frauen und Soldaten (Destinées) (Episode „Elisabeth“)
- 1954: Angst (La paura)
- 1954: Chronik armer Liebesleute (Cronache di poveri amanti)
- 1955: Die Mädchen vom Fernamt 04 (Le signorine dello 04)
- 1955: Vier Herzen in Rom (Racconti romani)
- 1956: Bigamie ist kein Vergnügen (Il bigamo)
- 1956: Der Nerzmantel (Una pelliccia di visone)
- 1957: Frauennot – Frauenglück (Il momento più bello)
- 1959: Der falsche General (Il generale Della Rovere)
- 1960: Es war Nacht in Rom (Era notte a Roma)
- 1961: Viva L’Italia
- 1964: Liolà
- 1965: Liebe im Zwielicht (La fuga)
- 1966: Maigret und der Würger von Montmartre (Maigret à Pigalle)
- 1971: Untersuchungshaft (Detenuto in attesa di giudizio)
- 1972: Die schönste Soirée meines Lebens (La più bella serata della mia vita)
- 1978: Der Zeuge (Le témoin)
- 1981: Ganz normal verrückt (Storie di ordinaria follia)
- 1982: Flucht nach Varennes (La nuit de Varennes)